# Скалфа, Пэтти
Ви́вьенн Патри́ша Ска́лфа (англ. Vivienne Patricia Scialfa, SKAL-fə; род. 29 июля 1953) — американская певица, автор песен и гитаристка. Наиболее известна как член группы E Street Band, аккомпанирующей Брюсу Спрингстину, который также является её супругом.

## Ранние годы
Скалфа родилась в Нью-Джерси, в семье Патриши Скалфы (урождённой Моррис) и девелопера недвижимости Джозефа Скалфы. Её отец имел сицилийские корни, а мать была родом из Белфаста, Северная Ирландия. Она выросла в городе Дил, Нью-Джерси.
В 1971 году Скалфа окончила старшую школу Асбери-Парка. После окончания школы она поступила в университет Майами, где проучилась год, после чего перевелась в Нью-Йоркский университет, который окончила со степенью бакалавра музыковедения.

## Карьера
После окончания университета Скалфа работала официанткой. Вместе с Сузи Тайрелл и Лизой Лоуэлл она образовала уличную группу Trickster. Она играла в барах Гринвич-Виллидж и Нью-Джерси, где вскоре была замечена музыкантами Саутсайд Джонни и Дэвидом Йохансеном. Она выступала в качестве бэк-вокалистки в составе группе Southside Johnny & the Asbury Jukes.
В 1984 году, за несколько дней до начала тура Born in the U.S.A, Скалфа присоединилась к E Street Band. Она появилась в альбоме The Rolling Stones «Dirty Work» в качестве бэк-вокалистки, а также работала с Китом Ричардсом над его дебютным сольным альбомом «Talk Is Cheap».
Скалфа выпустила три сольных альбома: «Rumble Doll» в 1993, «23rd Street Lullaby» в 2004 и «Play It As It Lays» в 2007 году.
В 2014 году Скалфа, в составе E Street Band, была включена в Зал славы рок-н-ролла.

## Личная жизнь
Скалфа встретила Брюса Спрингстина в начале 1980-х годов. В 1984 году она, по предложению Спрингстина, присоединилась к его туру Born in the U.S.A. Весной 1988 года Спрингстин разошёлся со своей женой, актрисой Джулианной Филлипс, после чего Скалфа и Спрингстин начали жить вместе. Они поженились 8 июня 1991 года в их доме в Лос-Анджелесе, вскоре после чего переехали в Нью-Джерси. У них есть трое детей — Эван Джеймс Спрингстин (род. 25 июля 1990), Джессика Рэй Спрингстин (род. 30 декабря 1991) и Сэмюэл Райан Спрингстин (род. 5 января 1994).
В 1985 году Скалфа недолгое время встречалась с актёром Томом Крузом.

## Дискография
- Rumble Doll (1993)
- 23rd Street Lullaby (2004)
- Play It As It Lays (2007)